# Проминь (Криничанский район)
Проминь (укр. Промінь; до 2016 года — Червоный Проминь, укр. Червоний Промінь) — село в Проминьском сельском совете Криничанского района Днепропетровской области Украины.
Код КОАТУУ — 1222088601. Население по переписи 2001 года составляло 423 человека.
Является административным центром Проминьского сельского совета, в который, кроме того, входят сёла Владимировка, Грушевка, Егоровка и Оленовка.

## Географическое положение
Село Проминь находится в 1,5 км от правого берега реки Мокрая Сура, на расстоянии в 1,5 км от села Оленовка.

## Экономика
- «Агросвит», ООО.
- «Дружба», ООО.

## Объекты социальной сферы
- Школа.